# Abu Ubajda
Abu Ubajda – wieś w Syrii, w muhafazie Al-Hasaka. W 2004 roku liczyła 433 mieszkańców.